# Evropská hvězda leteckých osádek
Evropská hvězda leteckých osádek (anglicky Air Crew Europe Star) je britská vojenská medaile, která je od roku 1945 udělována posádkám letadel Britského společenství národů, které se účastnily bojových misí nad Evropou, ze základen v Anglii. Pro kvalifikaci jsou vyžadovány minimálně 2 měsíce letů mezi 3. zářím 1939 a 8. květnem 1945. Medaile není udělována podpůrnému pozemnímu personálu.
K nošení na stuze medaile byly zavedeny dvě spony: „Atlantic“ a „France and Germany“. Britské předpisy stanovily, že žádná osoba nemůže být oceněna více než jednou sponou k jedné hvězdě.

## Popis
Šesticípá bronzová hvězda, 44 mm vysoká a 38 mm široká. Uprostřed je kulatý štít s královským monogramem GRI VI a královskou korunou. Po okraji nápis: The Air Crew Europe Star.
Stuhu navrhl král Jiří VI.Tmavě modrý pruh představuje oblohu, černé pruhy na okrajích - noční lety a žlutá barva - nepřátelské světlomety.